# 오자이촌
오자이촌(大在村)은 오이타현 기타아마베군에 있던 촌이다. 현재의 오이타시의 일부에 해당한다.